# ケン・アレン
ケン・アレン（英: Ken Allen, 1971年2月13日–2000年12月1日）は、サンディエゴ動物園で飼育されていたボルネオオランウータンである。囲いからの脱走に何度も成功したことで人気を集め、"the hairy Houdini"（毛むくじゃらのフーディーニ）の異名で呼ばれた。

## 経歴
ケン・アレンは1971年、ボブ(Bob)とマギー(Maggie)の子として、サンディエゴ動物園で生まれた。しかし自身も園生まれのマギーは育児をしようとせず、新生児に虐待を加えたため、飼育係のケン・ウィリンガム(Ken Willingham)と警備員のベン・アレン(Ben Allen)が母から引き離し、哺乳瓶で子を育てた。ケン・アレンの名は2人の名にちなんだものである。当初ケン・アレンは育児室で育てられていたが、活発に動き回り他の動物にも悪影響が出たため、育児室から出された。
1980年代になると脱出は不可能と思われていた柵の中から何度も逃亡に成功し、世界的な注目を集めた。最初の逃亡は1985年6月13日で、ケン・アレンが囲いの外に出ているのに気付いた類人猿担当の飼育係は、園による広報映像の撮影だと思っていたという。7月29日にも逃げ出したため、園側ではいったんケン・アレンを隔離し、周囲に電流を流すなど、対策を施してから柵に戻したが、8月13日にも逃亡を試みた。暴れて人間や他の動物に襲いかかるということは全くなく、ただおとなしく園内をうろつき、他の動物を眺めたりしているだけだったという。当初、園側はいったいどうやって逃げ出すことができたのかわからず、まずは行動を監視してみたが、ケン・アレンは隙を見せず、まるで見張られているのを見抜いているかのようであった。次に飼育係が来園者の格好をして観察してみたが、ケン・アレンはだまされなかった。さらには他のオランウータンまでもがケン・アレンに影響されて脱走を企てるようになった。結局園ではロッククライミングの専門家を雇って囲いの中で足がかりになりそうな箇所を全て発見させ、40000ドルを投じて改修を加えた。
飼育係を出し抜くケン・アレンの才覚は、逃亡中に暴れたりすることがなかったこともあり、好感をもって受け止められた。ケン・アレンをあしらったTシャツやバンパーステッカーが作られ、ファンクラブも結成された。"The Ballad of Ken Allen"（ケン・アレンのバラード）と題する歌まで作られ、レコードが園内で販売された。
晩年はガンを患い、2000年12月に安楽死の処置が施された。29歳であった。2011年、『タイム』誌は動物園からの代表的な逃走例を特集し、その中でケン・アレンを取り上げている。